# 法克法克
法克法克，舊译贌贌、僕僕，是印度尼西亚西巴布亚省的一个城镇，是法克法克县的行政中心。2010年统计人口12,566人。法克法克是西巴布亚唯一一个同时有穆斯林、印度裔印尼人和阿拉伯裔印尼人的城镇。由于这里是整个巴布亚轮渡安汶最近的地方，因此该城战略地位十分重要，城镇有一座机场。跨巴布亚公路经过法克法克。

## 历史
历史上法克法克是一个重要的港口城镇，是少数几个与特尔纳特苏丹国有联系的巴布亚城镇之一。特尔纳特苏丹国后来授予荷兰殖民者的几个定居许可城镇，当中就包括法克法克。荷兰人于1898年开始在此定居。目前城镇内还有一些殖民时期留下来的建筑。
二战时的1942年4月1日，日本第一分遣队占领法克法克。
法克法克现在是一个较孤立的城镇，不常用作货物转运。

## 地理
法克法克位于极乐鸟半岛南部沿海，所处地区多小山、河流和洞穴，故城镇道路较曲折。

## 人口
法克法克有印度裔印尼人和阿拉伯裔印尼人的小社区，他们是19世纪到巴布亚贸易的商人的后裔。但是这些少数民族的社群人口近期在减少，因为法克法克作为一个港口城镇的作用在不断减弱。法克法克是巴布亚唯一有这类社区的地方。

## 文化认同
由于城镇历史上主要受特尔纳特苏丹国控制，却又位于在印尼冲突严重的巴布亚地区，因此法克法克的文化认同实际上是处在倾向印度尼西亚政府和自由巴布亚运动二者之间。

## 旅游

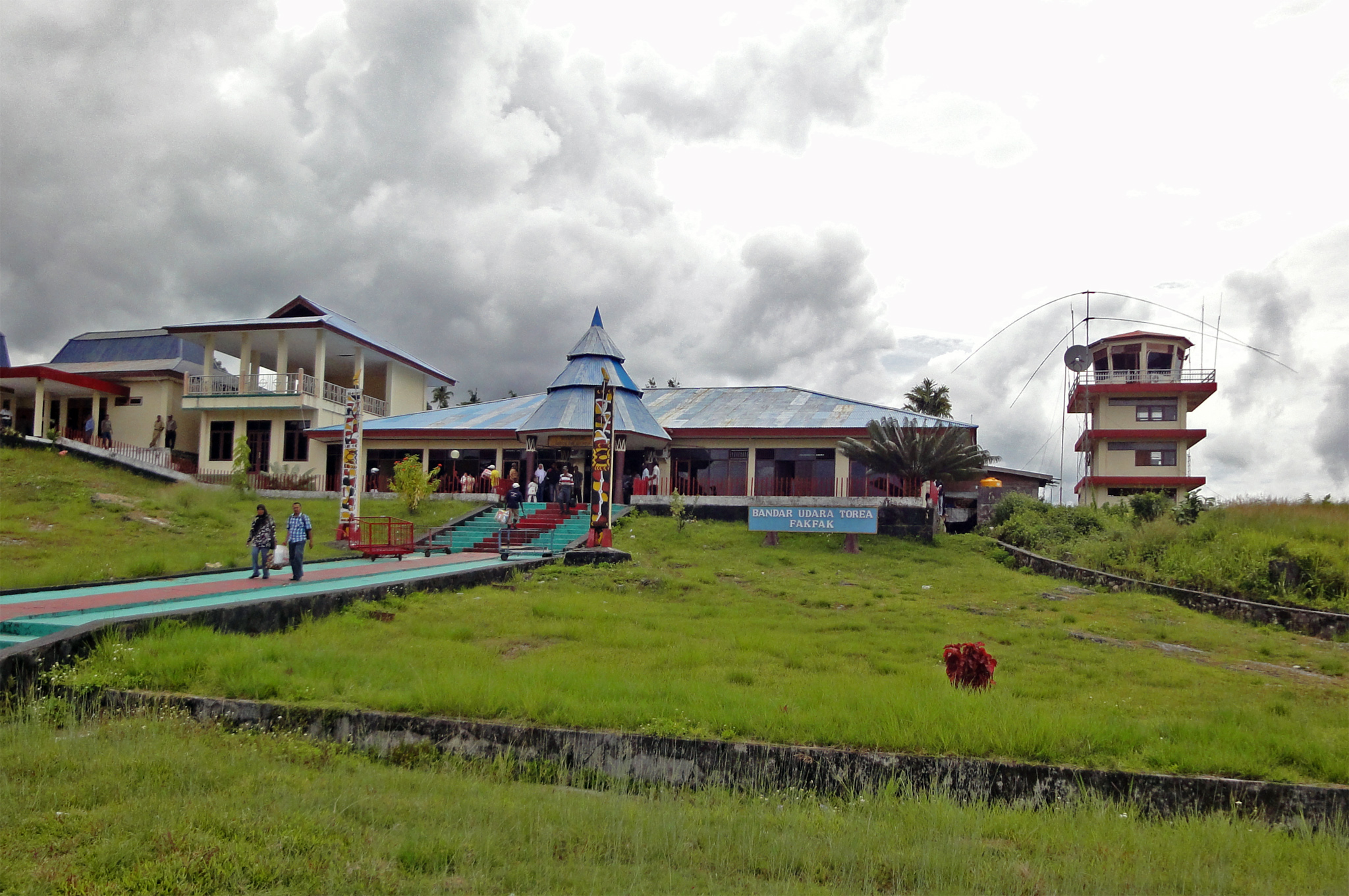
法克法克托利亚机场的客运楼

法克法克有1.5（0.93英里）长的白色海滩，距离城镇半小时路程，附近还有岩画。有法克法克托利亚机场可直航附近的较大城镇索龙、马诺夸里和纳比雷。

## 资料来源
1. ↑  谭俚夫. . 星洲古友轩. 1923年5月: 58.
2. ↑  葸汗. . . 商務印書館. 1920年: 95.
3. ↑  Noor 2010，第4頁
4. 1 2 3  Noor 2010，第6頁
5. 1 2 3 4  Ver Berkmoes 2010，第785頁
6. ↑  .   [2017-02-28]. （原始内容存档于2020-10-15）.
7. ↑  Backshall 2002，第1022頁
8. ↑  Chauvel 2005，第63頁